# Blanco en blanco
Blanco en blanco es una película de 2019 dirigida por el hispano-chileno Théo Court, sobre el genocidio selknam que tuvo lugar en el archipiélago de Tierra del Fuego en las décadas finales del siglo XIX. Fue exhibida en la sección Orizzonti del Festival Internacional de Cine de Venecia de 2019, donde Théo Court ganó el premio al mejor director. La película fue seleccionada por la Academia de Cine de Chile como candidata a los premios Óscar a la mejor película internacional. Sin embargo, no resultó nominada.

## Historia
La historia se desarrolla en el archipiélago de Tierra del Fuego, una región situada en el sur de Argentina y Chile, durante la segunda mitad del siglo XIX. La Sociedad Explotadora de Tierra del Fuego (SETF) desea explotar esas tierras para pastos de ganado y se enfrenta contra la población autóctona, varias comunidades indígenas, siendo la más conocida la de los selknam, por los escritos documentados existentes sobre el llamado genocidio selknam. El procedimiento que desarrolla la Sociedad Explotadora de Tierra del Fuego para explotar esas tierras tiene sus antecedentes en el proceso de expulsión desplazamiento forzado de población de las Tierras Altas escocesas del siglo XVIII, realizado en las tierras escocesas y conocido en inglés como Highland Clearances. El proceso que tiene lugar en Tierra del Fuego se realiza con la participación de algunos escoceses que adaptan el proceso realizado en las tierras altas escocesas al entorno del archipiélago de Tierra del Fuego para cumplir los requerimientos de los hacendados de la SETF.
La película se desarrolla a través de la visión estética de un fotógrafo (interpretado por el actor Alfredo Castro) que solo está allí para fotografiar la futura boda de uno de los terratenientes de los terrenos, Mr. Porter, el protagonista ausente de la película. El papel representado por Castro, el fotógrafo que, al verse implicado en la realidad, ofrece una visión de sus composiciones fotográficas como registro de los hechos, cuenta la historia con imágenes, documentando la realidad de los hechos que ocurrieron en Tierra del Fuego, pero que suceden en cualquier lugar del planeta. Tres composiciones fotográficas hilvanan la historia: la primera toma, de la jovencita mujer que será la futura esposa, otra segunda foto de esta joven niña, y una tercera final de los cazadores con sus víctimas. La crudeza del hecho relatado se plasma con una sucesión de fotografías que describen con realismo el territorio, el archipiélago de Tierra del Fuego, y los personajes.
La película se ha exhibido en muchos festivales, como el Festival Internacional de Cine de Róterdam (IFFR), y además ha sido reconocida con varios premios, como el premio a la mejor dirección en el Festival Internacional de Cine de Venecia, o el Premio de la Sección oficial de Ficción en el Festival de Toulouse, así como en el Festival del Nuevo Cine Latinoamericano de La Habana y el Premio Especial del Jurado en Festival Internacional de Minsk (Bielorrusia)
El papel principal de la película, encarnado por Alfredo Castro, es el fotógrafo que registra los hechos con su visión estética, colocando los personajes. La película se rodó en varias localizaciones situadas en el archipiélago fueguino y el archipiélago canario. En las Islas Canarias, en Tenerife en el volcán Teide se rodó la escena final.

## Reparto
- Alfredo Castro como Pedro
- Lars Rudolph como Propietario
- Alejandro Goic como Capataz
- Lola Rubio como Aurora
- David Pantaleón como Arturo
- Ignacio Ceruti como John
- Esther Vega como Sara

## Reconocimientos
- En septiembre de 2019 Premio al mejor director y el Premio FIPRESCI en el Festival Internacional de Cine de Venecia.[10]
- La película ha ganado en Toulouse, en el Festival Cinélatino Rencontres de 2019, el Gran Premio de la Sección Oficial de Ficción.[11]
- Además también ha sido reconocida con el premio FICXijón 2019 en la Sección Oficial del Festival Internacional de Cine de Gijón.[12][13]